# Substituční reakce
Substituční reakce (latinsky substituere, česky nahradit) je chemická reakce, při které je atom nebo funkční skupina v molekule nahrazen jiným atomem nebo skupinou. Násobnost vazby se při těchto reakcích nemění. Substituční reakce se dělí na bimolekulární (S2) a monomolekulární (S1) podle počtu molekul vstupujících do reakce.
Substituční reakce jsou známé v organické i anorganické chemii. Prvořadý význam mají především v organické chemii. Substituce je charakteristickou reakcí nasycených a aromatických uhlovodíků. U substitučních reakcí hraje důležitou roli teplota a rozpouštědlo.

## Typy reakcí
Substituční reakce se rozlišují podle atakovaných molekul a podle atakující skupiny v činidle.

### Atakované molekuly
- Molekuly s přebytkem elektronů (alken), alkyny, aromatické sloučeniny, anionty)
- Molekuly s deficitem elektronů (alkany, karbonylové sloučeniny, kationty)

### Anorganická chemie
V anorganické chemii se substituční reakce dělí na dva typy:
- Jednoduchá substituce – reaktivnější prvek vytěsní ze sloučeniny méně reaktivní. Obecně ji lze zapsat:

A + BX → AX + B
- Podvojná substituce (záměna, konverze) - vzájemná výměna iontů mezi reaktanty. Obecně ji lze zapsat:

A-B + C-D → A-D + C-B

### Organická chemie
V organické chemii se substituční reakce dělí podle povahy (latinsky phil, česky nakloněný) reagujícího činidla na:
- Nukleofilní substituční reakce SN – reakci začíná nukleofil, který atakuje molekuly s deficitem elektronů (místa s kladným nábojem, částečným nábojem nebo elektronovými mezerami)
- Elektrofilní substituční reakce SE – reakci začíná elektrofil (např. elektrofilní aromatická substituce), který atakuje molekuly s přebytkem elektronů (místa se záporným nábojem, částečným nábojem nebo páry volných elektronů)
- Radikálová substituční reakce SR – reakci začíná radikál s nepárovým elektronem, který je vysoce reaktivní. Při radikálové substituci vznikají volné radikály jako reaktivní meziprodukt.

## Nukleofilní substituce
Při nukleofilní substituci atakuje substrát nukleofil, který má volný elektronový pár nebo záporný náboj. Obecný zápis reakce je následující:
Nuc: + R-LG → R-Nuc + LG:
- Nuc: je nukleofil s volným elektronovým párem (:)
- R-LG je atakovaný substrát, kde R je nejčastěji uhlíkový řetězec
- LG: (leaving group) je odstupující skupina s elektronovým párem (:)
- R-Nuc je hlavní produkt substituční reakce

Příkladem nukleofilní substituce je hydrolýza alkylbromidů (R-Br) v alkalickém prostředí, kde atakující nukleofil je OH− a odstupující skupina je Br−.
R-Br + OH− → R-OH + Br−

## Elektrofilní substituce
Při elektrofilní substituci atakuje substrát elektrofil, který má deficit elektronového páru nebo záporného náboje. V molekule nahrazuje funkční skupinu, kterou je většinou atom vodíku. Dělí se na:
- Elektrofilní aromatická substituce je charakteristická pro aromatické sloučeniny. Je důležitá pro připojení funkčních skupin na benzenová jádra.
- Elektrofilní alifatická substituce je charakteristická pro alifatické sloučeniny. Je důležitá pro připojení funkčních skupin především na necyklické uhlovodíkové řetězce.

## Radikálová substituce

Kroky radikálové substituce

Radikálová substituce je charakteristická pro sloučeniny s nepolárními kovalentními vazbami. Dochází při ní k homolytickému štěpení vazeb, při kterém vznikají radikály, velmi reaktivní částice s nepárovým elektronem. Ty reagují s radikály v substituované sloučenině.
Radikály jsou vysoce reaktivní, protože obsahují ve valenční vrstvě atom s lichým počtem elektronů (obvykle 7). Radikál se snaží dosáhnout stabilního oktetového stavu, například může odebrat elektron z jiného reaktantu a přitom vznikne další radikál. Při radikálové substituci tak vznikají volné radikály jako reaktivní meziprodukt. Reakce vždy zahrnuje alespoň dva až tři kroky.
Na obrázku je příklad postupné radikálové substituce. V prvním kroku zvaném iniciace (2,3) je homolýzou vytvořen volný radikál. Homolýzu může vyvolat teplo, ultrafialové záření nebo iniciátory (například organické peroxidy nebo azosloučeniny).
Reakce pokračuje dalšími kroky, které se nazývají šíření nebo propagace (4,5). Při šíření se vytvářejí nové radikály schopné účastnit se sekundárních reakcí.
Poslední krok se nazývá ukončení nebo terminace (6,7), ve kterém se radikál rekombinuje s jiným radikálem za vzniku stabilní sloučeniny.